# Edwardsia sipunculoides
Edwardsia sipunculoides är en havsanemonart som först beskrevs av William Stimpson 1853.  Edwardsia sipunculoides ingår i släktet Edwardsia och familjen Edwardsiidae. Inga underarter finns listade i Catalogue of Life.